# Massacre de Guangdong
Le massacre de Guangdong (chinois simplifié : 广东大屠杀; chinois traditionnel : 廣東大屠殺), ou le massacre de la révolution culturelle du Guangdong (chinois simplifié : 广东文革屠杀; chinois traditionnel : 廣東文革屠殺) était une série de massacres qui ont eu lieu dans la province du Guangdong pendant la révolution culturelle chinoise,,,,.
Le massacre de Guangdong était à l'époque l'un des massacres les plus graves en Chine et était lié au massacre de Guangxi,,,. La plupart des massacres de la révolution culturelle dans le Guangdong ont eu lieu de juillet à octobre 1968 et ont été dirigés et organisés par les « comités révolutionnaires » provinciaux et locaux,,,. Il y avait deux grands types de massacres dans le Guangdong: un type ciblait les membres des « cinq catégories noires » ainsi que leurs proches, et l'autre était lié aux persécutions politiques,.
Il y avait 80 comtés dans le Guangdong pendant la révolution culturelle, et selon les 57 annales de comté qui sont devenues disponibles pendant la période « Boluan Fanzheng », des massacres ont eu lieu dans 28 des comtés avec six comtés ont enregistré un nombre de morts de plus de 1 000; le nombre moyen de morts parmi les 28 comtés était de 278, et au moins 7 784 personnes sont mortes,,. Le massacre de Yangjiang a été le plus grave, avec plus de 2 600 morts dans le seul comté de Yangchun,,. Des massacres ont également eu lieu dans des villes comme Guangzhou.

## Contexte historique
En mai 1966, Mao Zedong a lancé la révolution culturelle en Chine continentale. Au début de 1967, les gouvernements locaux et les comités du Parti communiste du Guangdong ont été paralysés par le « groupe rebelle (造反派) » et la société était dans le chaos. Le 15 mars, Mao a jugé le contrôle militaire nécessaire dans le Guangdong, nommant Huang Yongsheng comme directeur de la Commission de contrôle militaire,. En 1967, deux factions du Guangdong se sont souvent livrées à des affrontements violents de grande ampleur: la « faction du drapeau rouge (红旗派) », qui était un groupe rebelle, et la « faction du vent d'est (东风派) », qui était un groupe conservateur et soutenu le contrôle militaire,,.
Zhou Enlai, alors Premier ministre de Chine, avait fait plusieurs tentatives pour atténuer la situation depuis avril 1967, exigeant la création du « Comité révolutionnaire du Guangdong (广东省革命委员会) »,. En février 1968, le comité a été créé, avec Huang Yongsheng en tant que président; Huang était également le commandant de la région militaire de Guangzhou (en) et soutenait personnellement la faction du vent d'est,. Cependant, le défi organisé de la faction du drapeau rouge a persisté et les violents affrontements se sont poursuivis au cours des trois mois suivants,. À partir de juillet 1968, le Comité révolutionnaire du Guangdong ainsi que l'armée du Guangdong ont commencé à réprimer la faction du drapeau rouge, et par la suite les massacres se sont répandus dans le Guangdong,,. Le pic du massacre a duré de juillet à octobre 1968,.

## Massacres à différents endroits

### Massacre de Yangjiang

La carte actuelle de Yangjiang, qui était un comté pendant le massacre, mais qui a ensuite été promue ville de Chine, gouvernant divers comtés.

Le massacre de Yangjiang (chinois simplifié: 阳江大屠杀; chinois traditionnel: 陽江大屠殺) était une série de massacres qui ont eu lieu à Yangjiang, Guangdong pendant la révolution culturelle chinoise,. Selon le comité du Parti communiste chinois (PCC) à Yangjiang, au moins 3 573 personnes sont mortes dans le massacre de Yangjiang,:
- Le massacre dans le comté de Yangjiang a eu lieu du 1er janvier 1968 à la mi-janvier 1969, tuant 909 personnes.
- Le massacre dans le comté de Yangchun a commencé le 23 septembre 1967, tuant 2 664 personnes.

Les méthodes d'abattage comprenaient les coups avec des houes ou des matraques, les coups de feu, la noyade, les coups de couteau, la lapidation, l'explosion de feux d'artifice, la combustion au kérosène, l'inhumation vivante, etc,. À l'époque, de nombreux cadavres pouvaient être vus flottant sur la rivière Moyang (漠阳江),.

### Incident des «prisonniers de Laogai» à Guangzhou
L’incident des « prisonniers de Laogai » de Guangzhou (chinois : 广州打劳改犯事件 / 广州吊劳改犯事件) a eu lieu à Guangzhou en août 1967,. L'incident a duré environ une semaine et a été causé par des rumeurs selon lesquelles les prisonniers de Laogai ont été libérés des prisons du nord du Guangdong et que Guangzhou était sur le point d'être pillé,. En conséquence, les civils locaux ont fait preuve d’actes de violence extrêmes envers des étrangers dans un souci d’autoprotection. Selon les chercheurs, au moins 187-197 personnes ont été tuées dans le massacre (certains disent environ 300), dont la plupart étaient des citoyens locaux vivant à Guangzhou ou dans ses zones rurales,,. De nombreux corps des victimes ont été accrochés à des arbres ou à des poteaux électriques le long des rues.

### L'incident anti-Peng Pai

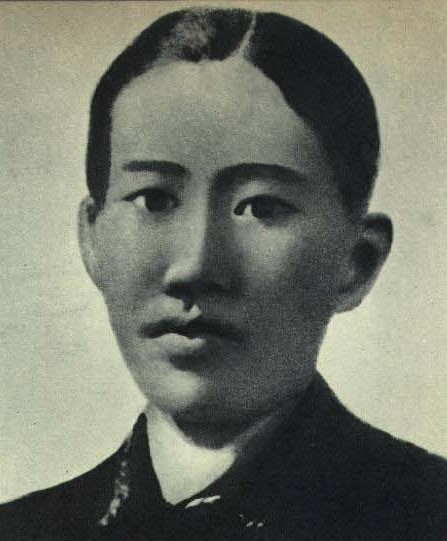
Le tableau peint de Peng Pai.

L'incident anti-Peng Pai (chinois : 反彭湃事件) était un « cas illicite » majeur à Shanwei, Guangdong pendant la révolution culturelle, ciblant des proches de feu Peng Pai, qui était un pionnier du mouvement paysan chinois et l'un des dirigeants de Parti communiste chinois à ses débuts,,. Dans l'incident, Peng Pai a été qualifié de « traître » et « opportuniste »,. À partir d'août 1967, un massacre a éclaté et a duré environ un demi-mois, causant la mort de plus de 160 personnes; en outre, plus de 800 ont été paralysés à vie et plus de 3 000 ont été blessés,. Le cousin et le neveu de Peng Pai ont été tués dans le massacre, tandis que la mère de Peng a été persécutée; le chef du neveu de Peng a été coupé par l'agresseur et exposé au public pendant trois jours. En août 1968, Peng Hong (彭洪), le troisième fils de Peng Pai, a été tué et enterré secrètement.
Certains chercheurs chinois ont cependant fait remarquer que Peng Pai avait imposé des politiques de « terreur rouge » lorsqu'il dirigeait le mouvement paysan et après avoir créé le « Soviet de Hailufeng ». Les politiques ont tué des milliers de propriétaires et entraîné la mort de dizaines de milliers de personnes, et donc l'incident Anti-Peng Pai était en fait des représailles de la part des citoyens locaux,,.

### Massacre du comté de Dan
Pendant la révolution culturelle, des massacres ont éclaté dans le comté de Dan et le comté de Dongfang sur l'île de Hainan, qui était alors une division administrative de la province du Guangdong,. En mars 1967, la Commission de contrôle militaire locale a annoncé que trois organisations de masse du comté de Dan étaient des « organisations contre-révolutionnaires ». En avril 1968, le comité révolutionnaire local a été créé et en août, l'armée locale a commencé son massacre visant les membres des organisations contre-révolutionnaires, tuant plus de 700 personnes au total,,. De plus, plus de 50 000 personnes (selon certains, 5 000,) ont été emprisonnées, quelque 700 maisons ont été incendiées et des milliers de personnes ont été handicapées de façon permanente.

### D'autres endroits

La carte des communes du Guangdong.

Selon un article de recherche (2003) d'Andrew G. Walder (en) de l'Université Stanford et de Yang Su de l'UC Irvine, les six comtés suivants du Guangdong ont fait état d'un nombre de morts de plus de 1000 en raison de la révolution culturelle:
| Comté (Xian) | Ville mère | Nombre de décès anormaux |
| ------------ | ---------- | ------------------------ |
| Yangchun     | Yangjiang  | 2 600                    |
| Wuhua        | Meizhou    | 2 136                    |
| Lianjiang    | Zhanjiang  | 1 851                    |
| Mei          | Meizhou    | 1 403                    |
| Guangning    | Zhaoqing   | 1 218                    |
| Lian         | Qingyuan   | 1 019                    |

## Bilan de la mort
Pendant la révolution culturelle, le Guangdong a enregistré l'un des nombres les plus élevés de « décès anormaux » en Chine :
- En 2016, Fei Yan (maintenant de l'Université Tsinghua[28]) a conclu que le nombre moyen de décès anormaux (y compris le nombre de morts dans les massacres) parmi les comtés du Guangdong était de 299, le cinquième nombre le plus élevé à l'échelle nationale[29].
- En 2006, Yang Su de l'UC Irvine a conclu sur la base des 57 annales de comté disponibles (sur les 80 comtés pendant la révolution culturelle) que le nombre moyen de décès anormaux parmi les comtés était de 311,6, tandis que le nombre moyen de décès dus aux massacres (au moins 10 personnes ont été tuées une fois) était de 278 parmi les 28 comtés qui ont signalé des massacres[1],[2]. Le nombre total de décès dus aux massacres était d'au moins 7 784.
- En 2003, Andrew G. Walder (en) de l'Université Stanford et Yang Su de l'UC Irvine ont conclu sur la base des 61 annales de comté disponibles (sur les 114 comtés du Guangdong) que le nombre moyen de décès anormaux parmi les comtés était de 290, le troisième nombre le plus élevé[6]. dans tout le pays. Le nombre total de décès anormaux était de 33 060[6].

## Conséquences
En septembre 1971, « l'incident de Lin Biao » a éclaté et Huang Yongsheng, alors président du Comité révolutionnaire du Guangdong, a été démis de ses fonctions et arrêté en tant qu'allié de Lin. En août 1973, Huang a été expulsé du Parti communiste chinois (PCC). En septembre 1976, Mao Zedong est mort et en octobre, la Bande des Quatre a été arrêté, mettant fin à la révolution culturelle.
Pendant la période « Boluan Fanzheng », Xi Zhongxun, alors secrétaire provincial du PCC dans le Guangdong, était chargé de la réhabilitation des victimes, bénéficiant du soutien du Comité central du PCC,. En janvier 1980, le Comité révolutionnaire du Guangdong a été démis de ses fonctions et le gouvernement populaire du Guangdong a été rétabli. En 1981, Huang Yongsheng a été condamné à 18 ans de prison et est mort en 1983,.